# Zona metropolitana de Cuernavaca

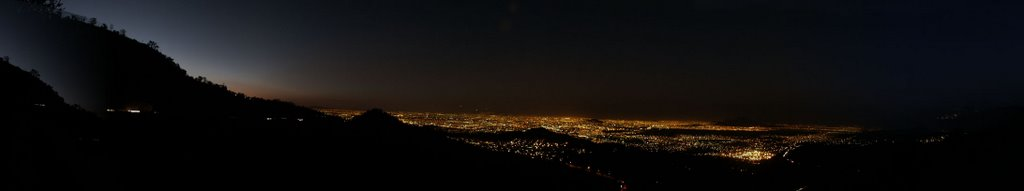
Mirador de Cuernavaca.

La Zona Metropolitana de Cuernavaca es el área metropolitana formada por la ciudad mexicana de Cuernavaca, su municipio homónimo y 7 municipios más del estado de Morelos. De acuerdo al Censo de Población y Vivienda 2020 por el INEGI, el CONAPO y la SEDESOL, la Zona Metropolitana de Cuernavaca contó hasta ese año con 1,028,589 habitantes lo que la situó en la decimosexta conurbación más poblada de México.

## Partes integrantes de la zona metropolitana
La Zona Metropolitana de Cuernavaca está conformada por ocho municipios del estado de Morelos.
| Número | Municipio       | Población (2020) | Superficie km² | Densidad |
| 1      | Cuernavaca      | 378 476          | 199.7          | 1,895.2  |
| 2      | Jiutepec        | 215 357          | 55.49          | 3,884.2  |
| 3      | Temixco         | 122 263          | 102.89         | 1,188.2  |
| 4      | Emiliano Zapata | 107 753          | 68.3           | 1,567.3  |
| 5      | Xochitepec      | 73 539           | 93.2           | 789.0    |
| 6      | Tepoztlán       | 54 987           | 242.4          | 226.8    |
| 7      | Tlaltizapán     | 52 399           | 238.5          | 219.7    |
| 8      | Huitzilac       | 24 515           | 189.1          | 129.6    |
| Total  |                 | 1,028,589        | 1,189.58       | 864.6    |

### Cuernavaca
Cuernavaca es un municipio, Ciudad y capital del estado Mexicano de Morelos, México, ubicada a 85 km al sur de la Ciudad de México y 290 km al norte de Acapulco. De acuerdo con cifras del Censo de Población y Vivienda del INEGI (12 de junio de 2010), el municipio tenía 365.168 habitantes.
Cuernavaca, por su agradable clima y su variedad de flora es considerada como "Ciudad de la Eterna Primavera", mote con el que fue bautizada la ciudad por el explorador Alexander Von Humboldt. Cuernavaca, es el municipio con mayor IDH en el Estado de Morelos y el séptimo de la República Mexicana, lo que la compara con ciudades europeas como Madrid, Cannes, entre otras.
En esta ciudad se encuentran varios lugares y sitios importantes del estado y del país, entre ellos se encuentra el Palacio de Cortes, la Catedral de Cuernavaca (declarada Patrimonio de la Humanidad por la UNESCO junto con 13 ex conventos y monasterios denominados Primeros monasterios del siglo XVI en las faldas del Popocatépetl), el Jardín Borda, Teopanzolco, el famoso Hotel Casino de la Selva, entre otros.

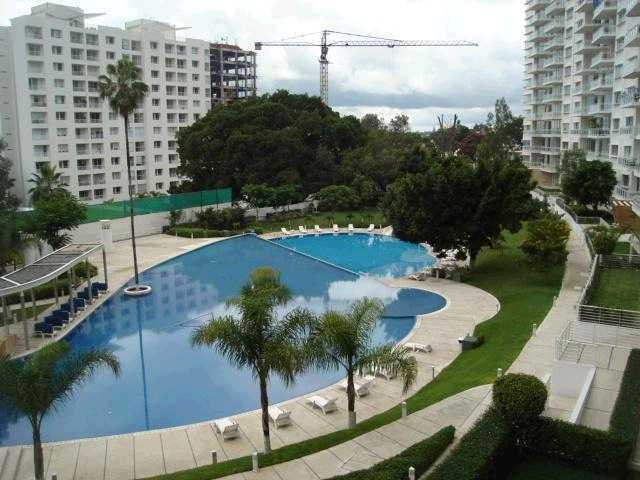
Zona residencial, Cuernavaca, Morelos.

### Jiutepec
Jiutepec es uno de los municipios en que se divide el estado mexicano de Morelos, es la segunda ciudad más poblaba del estado, ubicada al este de la ciudad de Cuernavaca. Es la segunda ciudad y municipio más poblado del Estado de Morelos. Cabe destacar que en este municipio se encuentra el complejo industrial llamado CIVAC, uno de los más importantes y modernos del país.
Tiene una superficie de 70,45 kilómetros cuadrados, lo que representa el 1,42% de la superficie total del Estado.
Limita al norte con los Municipios de Tepoztlán y Cuernavaca, al sur con los Municipios de Emiliano Zapata y Temixco; al oriente con el Municipio de Yautepec de Zaragoza y al poniente con Cuernavaca y Temixco.
CIVAC (acrónimo de "Ciudad Industrial del Valle de Cuernavaca") está situado en el municipio de Jiutepec en el estado mexicano de Morelos, a 10 minutos al sur de lo que se conoce como el Valle de Cuernavaca. Esta ciudad fue construida para albergar a los trabajadores de la industria.
Con más de 42 años desde su creación en 1966, la Ciudad Industrial del valle de Cuernavaca, CIVAC, es el polo de desarrollo más importante del estado mexicano de Morelos.

### Temixco
Temixco es un municipio del estado de Morelos en México. Forma parte del Área Metropolitana de Cuernavaca. Temixco, raíz etimológica que proviene de Te-tl, piedra; Mizton, gato, y de co, en, donde, lugar de, que significa: «En el gato de piedra» o «donde está la piedra del gato».
En este municipio se encuentra el IER UNAM (Instituto de Energías Renovables UNAM), el Aeropuerto Internacional General Mariano Matamoros (Aeropuerto de Cuernavaca).

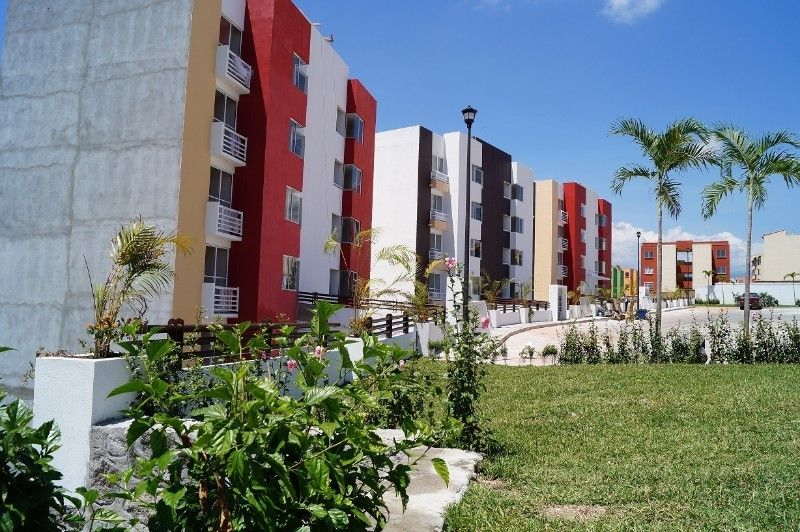
Vista de zona urbana residencial, Temixco, Morelos.

### Emiliano Zapata

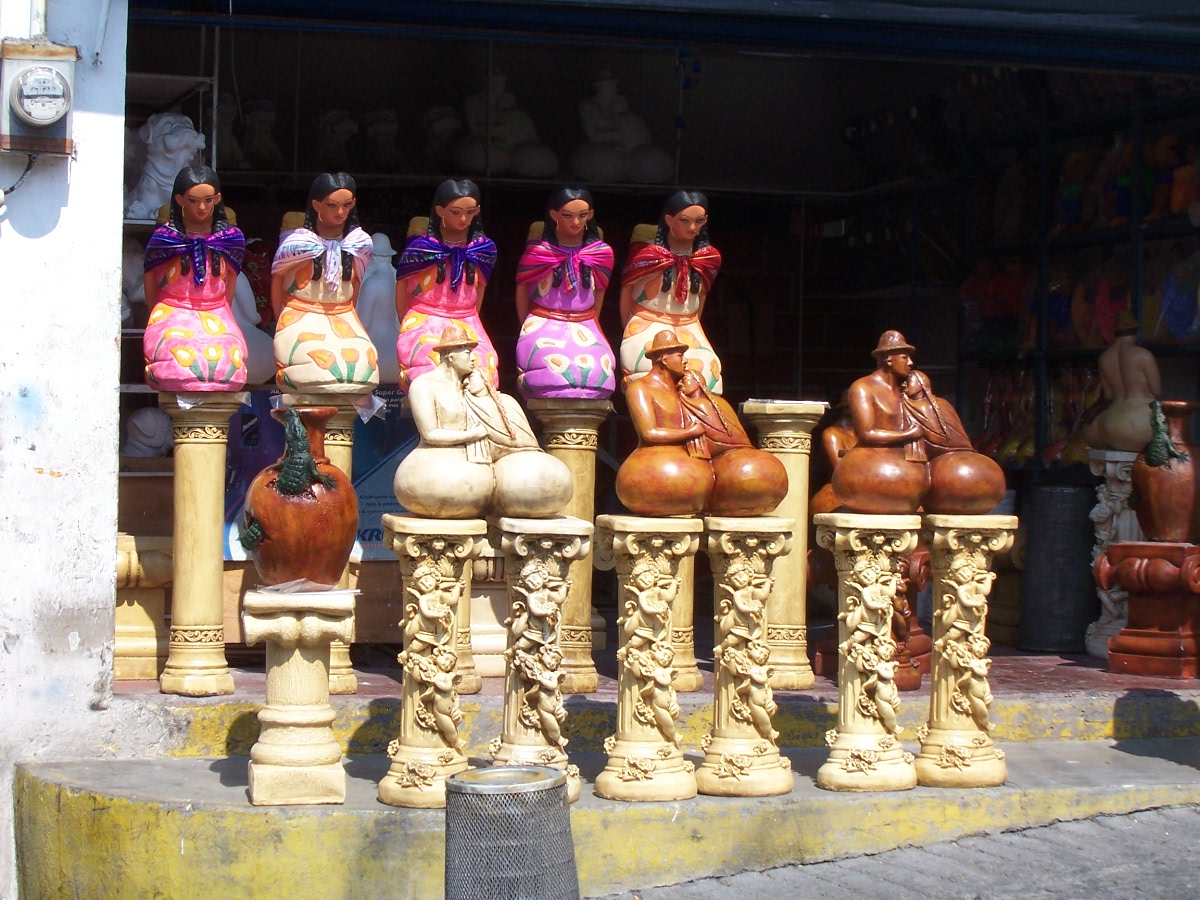
Artesanías de la Colonia 3 de mayo, municipio de Emiliano Zapata.

Emiliano Zapata es un municipio en el estado de Morelos que integra parte del Área Metropolitana de Cuernavaca. Anteriormente se le conocía al municipio como San Francisco Zacualpan y San Vicente Zacualpan.
En este municipio se encuentra la Central de Abastos, la UTEZ (Universidad Tecnológica Emiliano Zapata) y la famosa localidad artesana, la "Colonia 3 de mayo".

### Xochitepec

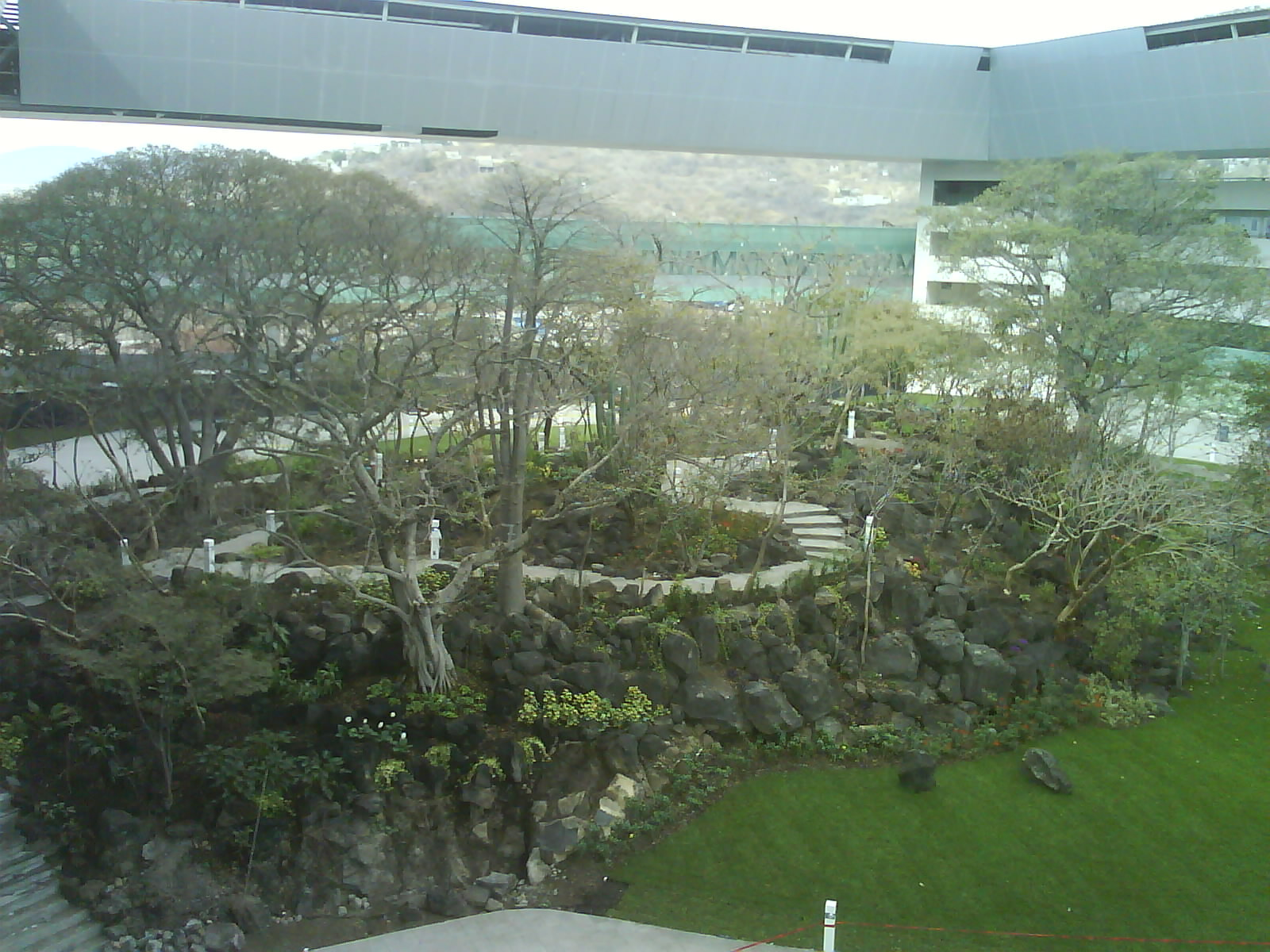
Tecnológico de Monterrey, Campus Cuernavaca, ubicado en el municipio de Xochitepec.

El municipio de Xochitepec se localiza en el poniente del estado de Morelos a una altitud de 1.109 metros sobre el nivel del mar.
Colinda al norte con Temixco, al sur con Puente de Ixtla, al este con Emiliano Zapata y Tlaltizapán y al oeste con Miacatlán.
La superficie total de Xochitepec es de 99,13 kilómetros cuadrados.
Aquí se encuentra el Instituto Tecnológico y de Estudios Superiores de Monterrey, Campus Cuernavaca, una de las instituciones de mayor prestigio a nivel nacional y mundial.[cita requerida]

## Principales vialidades de la zona metropolitana
- Autopista del Sol (México)
- Boulevard Paseo Cuauhnahuac. (Cuernavaca y Jiutepec)
- Avenida Morelos Sur. (Cuernavaca)
- Avenida Domingo Diez. (Cuernavaca)
- Avenida Lic. Adolfo López Mateos. (Temixco)
- Avenida Palmira. (Cuernavaca, Emiliano Zapata y Temixco)
- Avenida Río Mayo (Cuernavaca):
- Avenida Plan de Ayala (Cuernavaca). (Cuernavaca)
- Avenida Vicente Guerrero. (Cuernavaca)
- Avenida Teopanzolco. (Cuernavaca)
- Eje Norte Sur. (Jiutepec)
- Avenida de los 50 metros. (Jiutepec)
- Avenida Cuauhtémoc. (Cuernavaca)
- Avenida Atlacomulco. (Cuernavaca y Jiutepec)
- Boulevard Benito Juárez. (Cuernavaca).